# Praelongorthezia ultima
Praelongorthezia ultima är en insektsart som först beskrevs av Cockerell 1902.  Praelongorthezia ultima ingår i släktet Praelongorthezia och familjen vaxsköldlöss. Inga underarter finns listade i Catalogue of Life.